# Karus
Marek Aureliusz Karus, Marcus Aurelius Carus (ur. ok. 230 w Narbo w Galii Narbońskiej, zm. latem 283 w Ktezyfonie) – cesarz rzymski panujący w latach 282–283.
Sprawował urząd prefekta pretorianów za czasów cesarza Probusa. Ogłoszony cesarzem przez wojsko nad górnym Dunajem po buncie i zamordowaniu Probusa, do których doszło w Sirmium. Po stłumieniu buntu i ukaraniu zabójców cesarza, jesienią 282 pokonał Kwadów i Sarmatów. Ustanowił cezarami dwóch swoich synów – Karynusa i Numeriana.
Pod koniec 282 wyruszył z Sirmium z armią przeciwko Persom. Wkroczył do Mezopotamii i zdobył Seleucję i Ktezyfon. Dzięki tym zwycięstwom przybrał tytuł Persicus Maximus. Zginął podczas tej wyprawy prawdopodobnie rażony piorunem wkrótce po zdobyciu Ktezyfonu.